# Cati Plana i Cerdà
Cati Plana i Cerdà (Figueres, 13 d'agost de 1976) és una etnomusicòloga, compositora i intèrpret d'acordió diatònic
Entrà en contacte amb l'acordió diatònic des de molt jove de la mà d'Artur Blasco, Francesc Marimon i els vells acordionistes del Pirineu. És professora d'acordió diatònic a l'Escola Superior de Música de Catalunya i a les escoles especialitzades en música tradicional: Escola Folk del Pirineu, Aula de Músiques de la Terra de Tortosa, Tallers al Centre Artesà Tradicionàrius i Aula de Sons de Reus. Els seus treballs d'investigació han estat importants en la catalogació del fons documental del Museu de l'Acordió d'Arsèguel, població que acull la Trobada d'Acordionistes del Pirineu.
Com a acordionista destaca el seu treball amb grups i solistes com Sol de Nit, Marsupialis, Adolfo Osta i el duet d'acordió i viola de roda amb Marc Egea. Lidera i forma part de Marsupialis, La Viu-Viu, Els Tres Peus del Gat, i El Pont d'Arcalís (on substitueix Artur Blasco, fundador del grup), Tren Seeger, Adolfo Osta, Duet Pau Puig i Cati Plana, intèrpret Heura Gaya, l’OMAC (Orquestra de Músiques d’Arrel de Catalunya) i el duet Clavellina d’Aire.

## Discografia
Ha enregistrat una quinzena de treballs amb les formacions: Sol de Nit, Adolfo Osta, Marsupialis, El Pont d’Arcalís, A granel, La Viu-viu; Heura Gaya, Els tres peus del gat, duet amb Pau Puig i Tren Seeger i ha realitzat una 15 més de col·laboracions amb formacions com: Quico el Célio, el Noi i el Mut de Ferreries, Tapia eta Leturia, Segi Trenzano o Josep Maria Bonet.
Cati Plana ha liderat formacions com a acordionista. Aquests són els títols més destacats:
- Marsupialis. Marsupialis. Afònix. Barcelona 2011.
- Amics. La Viu-viu. Icària edicios. Barcelona 2015.
- Carnaval Marsupial. Marsupialis. Icària edicios. Barcelona 2015.[13]
- Tretze vares, Segell Microscopi, 2020, amb Pau Puig (dolçaina, bansuri)[14]
- Flexus, Segell Microscopi, 2024, amb Eduard Casals, Jordi Maria Macaya i Marc Figuerola. La Viu-viu.[15]

## Recerca
Entre les seves principals aportacions en l'àmbit de la recerca i la divulgació del patrimoni musical i etnològic català, destaquen les següents:
- Març - desembre 2005: Beca de recerca sobre el patrimoni etnològic de Catalunya, concedida pel Centre de Promoció de la Cultura Popular i Tradicional Catalana, per al projecte L’activitat del músic individual a les comarques de l’Alt Urgell i del Camp de Tarragona.
- 2006-2007: Direcció i coordinació del projecte de recerca i documentació de l’IPEC Inventari i catalogació de part de la col·lecció d’instruments del Museu de l’Acordió d’Arsèguel.
- Juny 2006: Publicació de l’article Francesc Sanvicens, el Ferrer del Quer. Ferrer i acordionista a la Revista d’Etnologia de Catalunya, núm. 28, pàgines 111-112.
- 2008-2009: Direcció i coordinació del projecte de recerca de l’IPEC Estudi de l’acordió diatònic i la figura del músic individual als Pirineus, a partir del fons del Museu de l’Acordió d’Arsèguel.
- 2008: Col·laboració en el projecte La Mare dels Ous, recull de partitures per a acordió diatònic recopilat per Guida Sellarès i editat per Dinsic.
- 2012: Participació en els comentaris de les partitures del llibre 21 peces per a l'acordió diatònic de Marcel Casellas, editat per Dinsic el 2013.
- 2016-2021: Juntament amb Isidre Pélaez, treballa en la harmonització de melodies per a l’obra Balls i danses del Pirineu, editada per C.A.T. Edicions. Aquesta col·lecció recull balls i danses del Pirineu català, des de la Val d’Aran fins al Cap de Creus, incloent-hi també la vessant nord-catalana, nord-aranesa i la Ribagorça aragonesa. Fins ara s’han publicat:[16]
  - Balls i danses del Pirineu. Pallars Jussà i Pallars Sobirà, Vol. 1 (2017)
  - Balls i danses del Pirineu. Garrotxa, Vol. 2 (2020)
  - Balls i danses del Pirineu. Ripollès i Vallespir, Vol. 3 (2021)
  - Balls i danses del Pirineu. Alt Empordà, Baix Empordà i Rosselló, Vol. 4 (2022)
  - Balls i danses del Pirineu. Vall d'Aran i Coserans, Vol. 5 (2024)